# ザ・プロファイラー 〜夢と野望の人生〜
『ザ・プロファイラー 〜夢と野望の人生〜』（プロファイラー ゆめとやぼうのじんせい）は、NHK BSプレミアムで2012年に放送を開始した日本放送協会（NHK）制作のドキュメンタリー番組。

## 概要
歴史に名を残した人物に焦点を当て、その人物にかかわる文献や映像資料を基に、ゲストのトークを交えて、人物像に迫っていく内容である。司会進行・プロファイラーは岡田准一（俳優）が務める。かつては、他にサブプロファイラー・ミスターP（声のみ：道谷眞平）が登場していた。シーズン4以降のナレーターは笠間淳が担当。
2012年7月は特集番組「追跡者 ザ・プロファイラー」として全3話、10月からは翌2013年3月までの全16話を放送した。2013年10月からは翌2014年3月まで『ザ・プロファイラー 〜夢と野望の人生〜』と題して全16話を放送した。その後、2014年から毎年10月から3月にかけて放送されている。現在までシーズン12までが放送されている（2023年12月現在）。また、NHK総合テレビジョンやBSプレミアムで随時再放送する。
NHKのBS再編にともない、それまでNHK BSプレミアムとBS4Kで同時放送だったが、2023年12月よりBS4Kが1週早く放送され、NHK BSでは翌週に放送される形となっている。

## 追跡者 ザ・プロファイラー（特番）
放送時間
BSプレミアム：2012年7月 土曜 21:00 - 22:00
放送内容
1. 7月07日「アドルフ・ヒトラー 独裁者という名の怪物」 <FILE:001>
ゲスト：田野大輔、名越康文、ピーター・バラカン、ナレーター：山野井仁
2. 7月14日「クレオパトラ 永遠の女王」 <FILE:002>
ゲスト：美輪明宏、榊原英資、近藤二郎
3. 7月21日「レオナルド・ダ・ヴィンチ 未完成の天才」 <FILE:003>
ゲスト：松井冬子、福岡伸一、池上英洋、ナレーター：武田華

スタッフ
- 技術 - 斎藤将司
- 撮影 - 小島聡
- 照明 - 荒井勝成
- 音声 - 長渡政文
- 美術 - 西川彰一
- 音響効果 - 吉元大介
- 監修 - 田野大輔
- 構成 - 都築浩、武田浩
- 演出 - 善本真也、阿部高
- プロデューサー - 瀬崎一世
- 制作統括 - 上田真理子、渡辺圭
- 制作 - NHKエンタープライズ
- 制作協力 - イースト・エンタテインメント
- 制作・著作 - NHK

## 追跡者 ザ・プロファイラー
放送時間
BSプレミアム ：2012年10月 - 2013年3月 水曜 21:00 - 22:00
放送リスト
1. 10月03日 「西太后 "国も美貌もアンチエイジング"」 <FILE:004>
ゲスト：林真理子、佐伯チズ、加藤徹、ナレーション：大海吾郎、冬馬由美
2. 10月10日 「コロンブス  "世界を変えた男 コロンブス 夢をかなえる力"」 <FILE:005>
ゲスト：山本寛斎、白石康次郎、青木康征（神奈川大学教授）、ナレーション：大海吾郎
3. 10月17日 「ゴッホ "情熱と冷静のはざまで"」 <FILE:006>
ゲスト：圀府寺司、ジミー大西、結城昌子、ナレーション：大海吾郎
4. 10月24日 「マリ・アントワネット "ストレス王妃は断頭台に消えた"」 <FILE:007>
ゲスト：鹿島茂、池田理代子、香山リカ、ナレーション：大海吾郎
5. 11月07日 「 スティーブ・ジョブズ "シンプルに、前へ"」 <FILE:008>
ゲスト：石井清純（駒澤大学学長）、福田尚久（元Apple Computer米国本社副社長、現日本通信副社長）、高見沢俊彦、ナレーション：大海吾郎
6. 11月14日 「ジョン・F・ケネディ "弱さを力に変えたジャック"」 <FILE:009>
ゲスト：兼高かおる、宮本亜門、土田宏、出演：チャールズ・バートレット（英語版）、ナレーション：大海吾郎
7. 11月28日 「ダーウィン "神に挑んだオタク セレブ貴族の進化できない悩み"」 <FILE:010>
ゲスト：さかなクン、平山廉、鴻巣友季子、ナレーション：大海吾郎
8. 12月05日 「マリー・キュリー "科学愛こそ私のプライド"」 <FILE:011>
ゲスト：川島慶子（名古屋工業大学准教授）、冲方丁、太田光代、ナレーション：大海吾郎
9. 12月19日 「ベートーベン "成り上がりが届けた人類愛"」 <FILE:012>
ゲスト：上田正樹、仲道郁代、箭内道彦、ナレーション：大海吾郎
10. 2013年01月16日 「ナポレオン "我が輩の辞書は不可能だらけ?"」 <FILE:013>
ゲスト：岸恵子、天野ひろゆき、安達正勝、ナレーション：大海吾郎
11. 01月23日 「アガサ・クリスティ "実人生はもっとミステリー"」 <FILE:014>
ゲスト：綾辻行人、山村紅葉、石井正則、ナレーション：大海吾郎
12. 02月06日 「ブルース・リー "ドラゴン 和を究める闘い"」 <FILE:015>
ゲスト：中川翔子、中村頼永、原田眞人、ナレーション：大海吾郎
13. 02月13日 「フレディ・マーキュリー "ロックという名の仮面"」 <FILE:016>
ゲスト：クリス・ペプラー、デーモン閣下、佐藤良明、ナレーション：大海吾郎
14. 02月20日 「ナイチンゲール "白衣の天使が見た地獄"」 <FILE:017>
ゲスト：鎌田實、小林光恵、東貴博、ナレーション：大海吾郎
15. 03月06日 「皇妃エリザベート "愛とさすらいのダイエット"」 <FILE:018>
ゲスト：IKKO、真琴つばさ、南川三治郎、ナレーション：大海吾郎
16. 03月27日 「リンカーン "二つの顔を持つ巨人"」 <FILE:019>
ゲスト：大地真央、巽孝之、田原総一朗、ナレーション：大海吾郎

スタッフ
- 演出 - 井ノ上龍、阿部高、三好真依子、立川英弘、小林俊博
- 技術 - 斎藤将司、菊地秀之
- 撮影 - 小島聡、江袋宏、岸本幸久、金沢裕司
- 照明 - 斎藤信一、荒井勝成
- 音声 - 長渡政文、細田和明、中村正巳
- 美術 - 西川彰一
- 編集 - 北村英人、瀬ノ尾義文、白岡紀子、只野智士
- 音響効果 - 吉元大介
- 監修 - 加藤徹、南川三治郎小高高志、ブルース・リー財団日本支部
- 構成 - たむらようこ、都築浩、本松エリ
- 取材 - 福永忠史、吉村浩平、千葉浩平、河合希絵、西堀恵、野村正浩、井之上龍登
- ディレクター - 遠藤俊太郎、大島隆之
- プロデューサー瀬崎一世、水野紀子
- 制作統括 - 安井浩二、渡邊圭、山本展也
- 制作 - NHKエンタープライズ
- 制作協力 - イースト・エンタテイメント
- 制作・著作 - NHK

## ザ・プロファイラー 〜夢と野望の人生〜
放送時間
BSプレミアム：2013年10月 - 2014年3月 水曜 21:00 - 22:00
放送リスト
1. 10月02日 「もう誰にも頼らない〜始皇帝 孤独から生まれた最強の男〜」 <FILE:020>
ゲスト：谷村新司、友近、鶴間和幸、出演：来村多加史、ナレーター：桐本琢也
2. 10月09日 「傷つき傷つけた果ての愛〜ダイアナ 永遠のプリンセス〜」 <FILE:021>
ゲスト：林真理子、君塚直隆、春香クリスティーン、出演：アンドリュー・モートン（英語版）、ナレーター：桐本琢也
3. 10月23日 「俺は負けない、負けたくない〜土方歳三・走り続けた純粋戦士」 <FILE:022>
ゲスト：浅野妙子、大石学、ビビる大木、宮川清藏勇武、ナレーター：桐本琢也
4. 11月06日 「それでも僕は見過ごせない〜チェ・ゲバラ 世界を変えようとした男」 <FILE:023>
ゲスト：石井正則、伊高浩昭、鎌田實、ナレーター：桐本琢也
5. 11月13日 「逆境は楽しみの始まりだ〜伊達政宗 戦国を駆け抜けた独眼竜」 <FILE:024>
ゲスト：ジェームス三木、森公美子、佐藤憲一、ナレーター：桐本琢也
6. 11月20日 「ゆがんだ期待と欲望のはざまで〜カポネ 時代の闇が生んだ怪物」 <FILE:025>
ゲスト：井筒和幸、デーブ・スペクター、廣田秀孝、ナレーター：桐本琢也
7. 12月04日 「人生にYESと言いなさい〜レニ・絶賛と非難の101年〜」 <FILE:026>
ゲスト：奈良橋陽子、スプツニ子!、瀬川裕司、ナレーター：桐本琢也
8. 12月11日 「勝つために何をすべきか〜山本五十六・真珠湾攻撃を決行した男」 <FILE:027>
ゲスト：半藤一利、戸髙一成、中江有里、ナレーター：桐本琢也
9. 12月18日 「誰かのために生き抜けるか〜諸葛孔明・天才軍師伝説の真実」 <FILE:028>
ゲスト：石坂浩二、ワッキー、渡邉義浩、ナレーター：桐本琢也
10. 2014年01月01日 「新春スペシャル 黒田官兵衛の夢と野望」 <FILE:029>
ゲスト：火坂雅志、本郷和人、宮下英樹、石井正則、ナレーター：桐本琢也
11. 01月15日 「オレ流を貫き通せ〜マッカーサー・英雄を夢見た男〜」 <FILE:030>
ゲスト：ロバート・キャンベル、藤谷文子、増田弘、ナレーター：桐本琢也
12. 01月22日 「痛みの果ての人生万歳〜フリーダ・カーロ・愛と苦しみの画家」 <FILE:031>
ゲスト：香山リカ、ミッツ・マングローブ、堀尾真紀子、ナレーター：桐本琢也
13. 02月05日 「今の全力が奇跡を起こす〜杉原千畝・6千人を救った命のビザ」 <FILE:032>
ゲスト：佐々木譲、真琴つばさ、白石仁章、ナレーター：桐本琢也
14. 02月19日 「苦しいからこそ笑う〜チャップリン・天国と地獄を見た喜劇王」 <FILE:033>
ゲスト：大野裕之、黒柳徹子、茂山逸平、滝田洋二郎、ナレーター：桐本琢也
15. 03月05日 「挑んではいけない夢はない〜マロリー・エベレストに賭けた男」 <FILE:034>
ゲスト：夢枕獏、野口健、若村麻由美、北山真、ナレーター：桐本琢也
16. 03月12日 「憎しみを乗り越える道〜マンデラ・差別と闘い続けた男」 <FILE:035>
ゲスト：加藤登紀子、プリスカ・モロツイ、峯陽一、ナレーター：桐本琢也

スタッフ
- 技術 - 斎藤将司
- 撮影 - 小島聡
- 照明 - 斎藤信一
- 音声 - 高砂隆介、指田高史
- 美術 - 今雪るり
- CG制作 - 上田大樹
- 音響効果 - 古木大介
- リサーチャー - 内田典子
- コーディネーター - 黒川育子
- 構成 - 伊藤真
- 取材 - アンドリュー・リット、我妻常男
- 演出 - 根津岳宏、井ノ上龍登
- プロデューサー - 瀬崎一世
- 制作統括 - 高瀬雅之、山本展也
- 制作 - NHKエンタープライズ
- 制作協力 - メディアアトリエ、イースト・エンタテイメント
- 制作・著作 - NHK

## ザ・プロファイラー 〜夢と野望の人生〜 season 3
放送時間
BSプレミアム：2014年10月 - 2015年3月 水曜 21:00 - 22:00
放送リスト
1. 10月01日 「狼のように激しく 草原のように優しく チンギス・ハン」 <FILE:036>
ゲスト：石井正則、夢枕獏、白石典之、ナレーター：桐本琢也
2. 10月08日 「ジャンヌ・ダルク 祖国を救った永遠のヒロイン」 <FILE:037>
ゲスト：春香クリスティーン、佐藤賢一、加藤玄、白幡俊輔、ナレーター：桐本琢也
3. 10月15日 「太宰治 上手に生きようとは思わない」 <FILE:038>
ゲスト：又吉直樹、綿矢りさ、高橋源一郎、ナレーター：桐本琢也
4. 11月05日 「モーツァルト 知られざる苦悩の日々」 <FILE:039>
ゲスト：島田雅彦、仲道郁代、西原稔、ナレーター：桐本琢也
5. 11月12日 「手塚治虫 マンガの神様は究極の欲張り」 <FILE:040>
ゲスト：浦沢直樹、バカリズム、松谷孝征、ナレーター：桐本琢也
6. 11月19日 「ガガーリン 初めて宇宙を飛んだ男」 <FILE:041>
ゲスト：山崎直子、片山右京、冨田信之、ナレーター：桐本琢也
7. 12月03日 「戦え!歌え!時代を変える! 曹操 超人伝説の真実」 <FILE:042>
ゲスト：渡邊義浩、なかにし礼、小日向えり、来村多加史、ナレーター：桐本琢也
8. 12月10日 「“男装の麗人”秘められた素顔 川島芳子 女王、スパイ…」 <FILE:043>
ゲスト：別所哲也、濱田めぐみ、太田尚樹、ナレーター：桐本琢也
9. 12月17日 「美しき悪魔か?冷酷な救世主か? チェーザレ・ボルジア」 <FILE:044>
ゲスト：冲方丁、真琴つばさ、原基晶、ナレーター：桐本琢也
10. 02015年01月07日 「ローマの英雄カエサル 金と女と優しさと」 <FILE:045>
ゲスト：ベリッシモ・フランチェスコ、本村凌二、ヤマザキマリ、ナレーター：桐本琢也
11. 01月14日 「愛さずにはいられない エカチェリーナ二世 ロシア最強の女帝」 <FILE:046>
ゲスト：池田理代子、上野俊彦、紫吹淳、ナレーター：桐本琢也
12. 01月21日 「コナン・ドイル 名探偵ホームズを生んだ挑戦人生」 <FILE:047>
ゲスト：大槻ケンヂ、中江有里、河村幹夫、ナレーター：桐本琢也
13. 02月04日 「発明王エジソン 偉人伝が描かない秘密」 <FILE:048>
ゲスト：倉田真由美、パトリック・ハーラン、橋本毅彦、金井正雄、ナレーター：桐本琢也
14. 02月18日 「なぜ殺し合いは起きたのか? ポル・ポト 姿なき独裁者」 <FILE:049>
ゲスト：田原総一朗、谷川真理、熊岡路矢、ナレーター：桐本琢也
15. 03月04日 「ボブ・マーリー なぜ命がけで歌うのか」 <FILE:050>
ゲスト：いとうせいこう、青山テルマ、広田寛治、ナレーター：桐本琢也
16. 03月11日 「勝新太郎 常識なんて捨てちまえ!リアル追求伝説」 <FILE:051>
ゲスト：中村玉緒、小堺一機、大友啓史、ナレーター：桐本琢也

スタッフ
- 技術 - 中橋孝雄
- 撮影 - 小島聡
- 照明 - 新藤利夫
- 音声 - 松谷一平
- 美術 -宮嶋有樹
- CG制作 - 上田大樹
- 音響効果 - 吉元大介
- リサーチャー - 前田奈苗
- 構成 - 野村正浩
- 取材 - 立川英弘、萩原謙治
- 演出 - 波多野健、井ノ上龍登
- プロデューサー - 鎗水貴史
- 制作統括 - 中澤俊哉、渡辺圭
- 制作 - NHKエンタープライズ
- 制作協力 - イースト・エンタテイメント
- 制作・著作 - NHK

## ザ・プロファイラー 〜夢と野望の人生〜 season 4
放送時間
BSプレミアム：2015年9月 - 2016年3月 水曜 21:00 - 21:59
放送リスト
1. 09月30日　「落胆するのも人生の糧　女優 グレース・ケリー」 <FILE:052>
ゲスト：立川志らく、はるな愛、渡辺祥子
2. 10月07日　「2000万人を死に追いやった男　スターリン」 <FILE:053>
ゲスト：亀山郁夫、三浦瑠麗、市川紗椰
3. 10月14日　「放浪が生んだ庶民作家〜林芙美子〜」 <FILE:054>
ゲスト：桐野夏生、関川夏央、光浦靖子、仲間由紀恵
4. 11月04日　「栄光の行進の先に見た“悪夢”キング牧師」 <FILE:055>
ゲスト：森公美子、町山智浩、宮本エリアナ
5. 11月11日　「“心やさしき巨人”の挑戦〜ジャイアント馬場〜」 <FILE:056>
ゲスト：逸見愛、大槻ケンヂ、馬場園梓
6. 11月18日　「“素人”画家はなぜ史上最高値の絵を描けたのか ゴーギャン」 <FILE:057>
ゲスト：日比野克彦、中野京子、押切もえ
7. 12月09日　「“死ぬも生きるも、ただ一人だ”〜冒険家・植村直己〜」 <FILE:058>
ゲスト：野口健、益子直美、石塚真一
8. 12月16日　「私は“英雄”なんかじゃない〜 アラビアのロレンス〜」 <FILE:059>
ゲスト：別所哲也、大河原知樹、真琴つばさ
9. 12月23日　「ムーミンはこうして生まれた〜 トーベ・ヤンソンの苦悩と愛〜」 <FILE:060>
ゲスト：江川達也、壇蜜、横川浩子
10. 2016年01月06日　「“女性に自由を”ファッション界の革命児〜ココ・シャネル」 <FILE:061>
ゲスト：鹿島茂、大政絢、森明子
11. 01月13日　「“神から愛された男”の苦悩〜ミケランジェロ〜」 <FILE:062>
ゲスト：荒木飛呂彦、土屋アンナ、池上英洋
12. 01月20日　「伝説とともに生き続ける巨人〜空海〜」 <FILE:063>
ゲスト：夢枕獏、鈴木蘭々、いとうせいこう
13. 02月03日　「相撲の黄金期“柏鵬時代”〜柏戸と大鵬〜」 <FILE:064>
ゲスト：市川紗椰、堺屋太一、花田虎上
14. 02月10日　「“シャンソンの女王”の悲劇〜エディット・ピアフ〜」 <FILE:065>
ゲスト：清水ミチコ、なかにし礼、大竹しのぶ
15. 03月02日　「“走る哲人”の栄光と悲劇〜アベベ・ビキラ〜」 <FILE:066>
ゲスト：有森裕子、生島淳、田村亮
16. 03月09日　「善か?悪か?時代に吠える怪獣王 ゴジラ」 <FILE:067>[1]
ゲスト：宇野常寛、佐野史郎、釈由美子[1]

## ザ・プロファイラー 〜夢と野望の人生〜 season 5
放送時間
BSプレミアム：2016年10月 - 2017年3月 木曜 21:00 - 21:59
放送リスト
1. 10月06日　「知られざるルネサンス〜戦いの革命〜」[注 2] <FILE:068>
2. 10月13日　「大国を衰退へと導いた美女〜楊貴妃〜」 <FILE:069>
ゲスト：鳳寛子、杉本彩、宮澤エマ、諸田龍美
3. 10月20日　「関ヶ原に散った男の大志〜石田三成〜」 <FILE:070>
ゲスト：シブサワ・コウ、高橋英樹、本郷和人、小日向えり
4. 11月03日　「大統領の栄光と挫折〜リチャード・ニクソン〜」 <FILE:071>
ゲスト：田原総一朗、三浦瑠麗、パックン、三浦博史
5. 11月10日　「ツタンカーメンを発見した男〜ハワード・カーター〜」 <FILE:072>
ゲスト：高橋克典、菊川怜、河合望
6. 11月17日　「私は映画と結婚した〜田中絹代〜」 <FILE:073>
ゲスト：黒木瞳、崔洋一、立川志らく
7. 12月01日　「悪霊?預言者? “怪僧”の真実〜ラスプーチン〜」 <FILE:074>
ゲスト：香山リカ、上坂すみれ、沼野充義
8. 12月08日　「“陸軍の異端児”の策謀と誤算〜石原莞爾」 <FILE:075>
ゲスト：中江有里、一ノ瀬俊也、川田稔
9. 12月15日　「華麗なる一族の光と影〜ロックフェラー一族」 <FILE:076>
ゲスト：石原良純、星野佳路、REINA（佐伯玲奈）
10. 2017年01月05日　「“森羅万象”に挑んだ天才画家〜葛飾北斎〜」 <FILE:077>
ゲスト：いとうせいこう、大宮エリー、しりあがり寿
11. 01月19日　「愛と戦いに生きた“女帝”〜マリア・テレジア〜」 <FILE:078>
ゲスト：池田理代子、ハリー杉山、山之内克子、神田真吾
12. 02月02日　「未来を信じ続けた"緑の闘士"〜ワンガリ・マータイ〜」 <FILE:079>
ゲスト：宮崎美子、野口健、ヨシダナギ
13. 02月09日　「信念を貫き通した世界王者〜モハメド・アリ」 <FILE:080>
ゲスト：高橋源一郎、内藤大助、サヘル・ローズ
14. 02月16日　「"闇の中に光を求めて"〜柳原白蓮〜」 <FILE:081>
ゲスト：阿木燿子、嘉門達夫、榎木孝明
15. 03月02日　「“時代”と闘い続けた作詞家〜阿久悠〜」 <FILE:082>
ゲスト：岩崎宏美、一青窈、ヒャダイン
16. 03月09日　「破天荒で優しい“野球の神様”〜ベーブ・ルース〜」 <FILE:083>
ゲスト：木佐彩子、武井壮、長嶋一茂

## ザ・プロファイラー 〜夢と野望の人生〜 season 6
放送時間
BSプレミアム：2017年10月 - 2018年3月 木曜 21:00 - 21:59
放送リスト
1. 10月05日　「“天下の謀反人”の真実～明智光秀～」 [注 3]<FILE:084>
ゲスト：黒鉄ヒロシ、鶴見辰吾、八木亜希子
2. 10月12日　「“孤高の天才”の挑戦と苦悩～プリンス～」 <FILE:085>
ゲスト：及川光博、小比類巻かほる、クリス・ペプラー
3. 10月19日　「聖女か?悪女か? ～エビータ～」 <FILE:086>
ゲスト：杉本彩、海堂尊、香山リカ
4. 11月02日　「彫刻に“生命”を刻んだ男～オーギュスト・ロダン～」 <FILE:087>
ゲスト：鹿島茂、若村麻由美、篠原勝之
5. 11月09日　「バージン・クイーンの素顔～エリザベス1世」 <FILE:088>
ゲスト：ミッツ・マングローブ、原田美枝子、ハリー杉山
6. 11月16日　「独裁者か?英傑か?～大老　井伊直弼～」 <FILE:089>
ゲスト：高橋英樹、井沢元彦、大宮エリー
7. 12月07日　「市民に愛された暴君～ネロ～」 <FILE:090>
ゲスト：泉谷しげる、尾木直樹、ヤマザキマリ
8. 12月21日　「落語界の風雲児～立川談志～」 <FILE:091>
ゲスト：立川志の輔、大林宣彦、ラサール石井
9. 2018年01月04日　「“明治維新の英雄”の実像～西郷隆盛～」 <FILE:092>
ゲスト：林真理子、宅間孝行、榎木孝明
10. 01月11日　「建築の常識に挑んだ異才～ガウディ～」 <FILE:093>
ゲスト：牧瀬里穂、ジミー大西、隈研吾
11. 01月18日　「“黒い瞳の伯爵夫人”の苦悩～クーデンホーフ光子～」 <FILE:094>
ゲスト：寺島しのぶ、RICAKO、グローバー
12. 02月01日　「天才科学者の栄光と悲劇～アインシュタイン」 <FILE:095>
ゲスト：益川敏英、中野信子、虻川美穂子
13. 02月08日　「時代を動かした“戦術の天才”～楠木正成～」 <FILE:096>
ゲスト：武田鉄矢、舞の海秀平、小日向えり
14. 03月01日　「“ピアノの詩人”の意外な素顔～ショパン～」 <FILE:097>
ゲスト：美輪明宏、平野啓一郎、古坂大魔王、仲道郁代
15. 03月08日　「“犬公方”の知られざる思い～徳川綱吉～」 <FILE:098>
ゲスト：石坂浩二、星野佳路、ビビる大木

## ザ・プロファイラー ～夢と野望の人生～ season 7
放送時間
BSプレミアム：2018年10月 - 2019年3月 木曜21:00 - 21:59
放送リスト
1. 10月04日   「幕末のロイヤルウエディング 皇女 和宮」 <FILE:099>
ゲスト：香山リカ、藤原紀香、竹中直人
2. 10月11日  「天才劇作家の舞台裏 シェイクスピア」 <FILE:100>
ゲスト：中村吉右衛門、貫地谷しほり、大宮エリー、河合祥一郎
3. 10月18日   「はみ出し者の出世術 前田利家」 <FILE:101>
ゲスト：原田龍二、倉田真由美、有野晋哉
4. 11月08日 「新撰組局長 近藤勇  若きカリスマの光と陰」 <FILE:102>
ゲスト：宅間孝行、ビビる大木、矢島里佳
5. 11月15日 「チャーチル　 不屈の勝負師の人生」 <FILE:103>
ゲスト：安藤和津、いとうせいこう、SHELLY
6. 12月06日 「水木しげる  ゲゲゲの夢見た幸福人生」 <FILE:104>
ゲスト：泉麻人、田中麗奈、戸田恵子
7. 12月13日 「玄奘三蔵 史上最強の僧侶」 <FILE:105>
ゲスト：中嶋朋子、夢枕獏、はあちゅう
8. 12月20日 「"永遠の妖精"の知られざる苦悩 オードリー・ヘプバーン」 <FILE:106>
ゲスト：斎藤由貴、立川志らく、眞鍋かをり
9. 2019年01月10日「柔道家 嘉納治五郎 東京にオリンピックを呼んだ男」　<FILE:107>
ゲスト：玉木正之、朝比奈彩、為末大
10. 01月17日「魯山人 美を追い求めた男の孤独」　<FILE:108>
ゲスト：中尾彬、知花くらら、松尾貴史
11. 01月24日「ジャクリーン・ケネディ 華麗なる大統領夫人」<FILE:109>
ゲスト：クリス・ペプラー、近藤サト、河北麻友子
12. 02月07日「アポロ11号 船長 アームストロング」　<FILE:110>
ゲスト：糸井重里、南沢奈央、油井亀美也
13. 02月14日「小説家　ヘミングウェー ヒーローを演じ続けた男の真実」<FILE:111>
ゲスト：緒川たまき、カズレーザー、菊池武夫
14. 02月21日「スパイ ゾルゲ 理想と愛に殉じた男」　<FILE:112>
ゲスト：テリー伊藤、市川紗椰、西村和彦
15. 03月07日「安藤百福 インスタントラーメンが世界を変えた」　<FILE:113>
ゲスト：陳建一、星野佳路、山瀬まみ
16. 03月14日「絵本作家 ポター 本当は怖いピーターラビットの世界　」<FILE:114>
ゲスト：美村里江、森泉、矢部太郎

## ザ・プロファイラー ～夢と野望の人生～ season 8
放送時間
BSプレミアム：2019年10月 - 2020年3月 木曜21:00 - 21:59
※初回は119分　
放送リスト
SP 10月03日「関ヶ原 3つの“IF”」 <FILE:115>
ゲスト：鈴木ちなみ、小和田泰経、高橋みゆき
1. 10月10日「淀殿 悪女か?それとも悲運の姫か?」 <FILE:116>
ゲスト：香山リカ、コシノヒロコ、中村梅雀
2. 10月17日「マリリン・モンロー セルフプロデュースの達人」 <FILE:117>
ゲスト：かたせ梨乃、立川志らく、眞鍋かをり
3. 10月24日「高杉晋作 傷だらけの革命戦士」 <FILE:118>
ゲスト：ビビる大木、宅間孝行、平祐奈
4. 11月07日「アレクサンドロス大王 巨大帝国の若き支配者」 <FILE:119>
ゲスト：為末大、ヤマザキマリ、田中道子
5. 11月14日「則天武后 愛と玉座を求めた女性」 <FILE:120>
ゲスト：アンミカ、いとうせいこう、梨衣名
6. 11月21日「ヒッチコック 恐怖に魅せられた映画監督」　<FILE:121>
ゲスト：石井竜也、鈴木光司、山崎バニラ
7. 12月05日「漢の皇帝 劉邦 ダメおやじの逆襲」　<FILE:122>
ゲスト：岡田紗佳、陣内孝則、前田裕二
8. 12月12日「マリア・カラス 世紀の歌姫の愛と悲しみ」 <FILE:123>
ゲスト：黒柳徹子、なかにし礼、山瀬まみ、森麻季
9. 12月19日「春日局 徳川家の母」 <FILE:124>
ゲスト：大和田伸也、東尾理子、宮崎哲弥
10. 01月30日「武田信玄 最強軍団の悩めるリーダー」<FILE:125>
ゲスト：山下真司、倉田真由美、星野佳路
11. 01月23日「ヒトラーの妻 エヴァ・ブラウン」 <FILE:126>
ゲスト：近藤サト、SHELLY、名越康文
12. 02月06日「テレサ・テン 激動を生きたアジアの歌姫」<FILE:127>
ゲスト：ジュディ・オング、テリー伊藤、泉麻人
13. 02月13日「ケンカ上等！鉄血宰相ビスマルク」<FILE:128>
ゲスト：安藤和津、別所哲也、廣瀬俊朗
14. 02月20日「リンドバーグ 空の英雄 その栄光と挫折」<FILE:129>
ゲスト：野口健、結城アンナ、陣内智則
15. 03月05日「忌野清志郎　キング・オブ・ロックの憂鬱」<FILE:130>
ゲスト：泉谷しげる、大宮エリー、角田晃広

## ザ・プロファイラー 〜夢と野望の人生〜 season 9
放送時間
BSプレミアム：2020年10月 - 2021年3月 木曜21:00 - 21:59
放送リスト
SP 10月01日「プロファイラーIF 毛利VS.信長 最強決戦」
ゲスト：鈴木ちなみ、小和田泰経
1. 10月08日「伝染病に立ち向かえ! 医学者 北里柴三郎」<FILE:131>
ゲスト：トラウデン直美、おおたわ史絵、JOY
2. 10月22日「劉備 三国志の英雄」 <FILE:132>
ゲスト：陣内孝則、原晋、岡田紗佳
3. 11月05日「上杉謙信 君よ「義」に生きよ」<FILE:133>
ゲスト：石坂浩二、倉田真由美、伊東潤
4. 11月12日「エンツォ・フェラーリ 跳ね馬の苦悩」<FILE:134>
ゲスト：岩城滉一、松任谷正隆、南明奈
5. 12月03日「北条政子 武士の世をひらいた女性」<FILE:135>
ゲスト：財前直見、香山リカ、高橋英樹
6. 12月10日「ベルサイユの太陽　ルイ14世」<FILE:136>
ゲスト：寺島しのぶ、熊川哲也、中村拓志
7. 12月17日「美しきスパイ　マタ・ハリの真実」<FILE:137>
ゲスト：近藤サト、大宮エリー、西村和彦
8. 01月07日 「暴れん坊将軍はソロバン上手　徳川吉宗」<FILE:138>
ゲスト：松平健、朝比奈彩、星野佳路
9. 01月14日 「革命家レーニン 20世紀を変えた男」<FILE:139>
ゲスト：三遊亭円楽、井上咲楽、いとうせいこう
10. 01月21日 「フビライ・ハーン 世界帝国　日本に迫る」<FILE:140>
ゲスト：夢枕獏、カズレーザー、梨衣名
11. 02月04日 ｢飛べ！大空へ ライト兄弟｣ <FILE:141>
ゲスト：桂文珍、山瀬まみ、前田裕二
12. 02月11日 ｢サムライ北の大地へ 榎本武揚｣  <FILE:142>
ゲスト：鶴田真由、ビビる大木、宅間孝行
13. 02月18日 ｢ナポレオンの妻 ジョゼフィーヌ｣<FILE:143>
ゲスト：安藤和津、野村佑香、別所哲也
14. 03月04日 ｢ソニー創業者・井深大 愉快ナル理想工場｣ <FILE:144>
ゲスト：泉麻人、菊池桃子、清塚信也
15. 03月11日 ｢ローマをぶっ壊せ! ハンニバル将軍｣ <FILE:145>
ゲスト：ヤマザキマリ、廣瀬俊朗、渡辺早織
16. 03月18日 ｢南極点に栄光を追え 探検家アムンセン｣ <FILE:146>
ゲスト：小堺一機、生駒里奈、阿部雅龍

## ザ・プロファイラー 〜夢と野望の人生〜 season 10
放送時間
BSプレミアム：2021年9月 - 2022年4月 木曜21:00 - 21:59
放送リスト
SP 09月30日「プロファイラーIF 戊辰戦争 敗れざるものたち」
ゲスト：鶴田真由、小和田泰経
1. 10月07日「平成の三四郎 柔道家・古賀稔彦」<FILE:147>
ゲスト：為末大、高橋ユウ、生島淳
2. 10月14日「イングリッド・バーグマン 美貌の裏の孤独」<FILE:148>
ゲスト：大宮エリー、草笛光子、パトリック・ハーラン
3. 11月04日「お龍 “おもしろき” 龍馬の妻」 <FILE:149>
ゲスト：平祐奈、美村里江、ビビる大木
4. 11月11日「ヒトラーの広告塔 ゲッベルス」 <FILE:150>
ゲスト：テリー伊藤、井上咲楽、田野大輔
5. 12月02日「言行不一致 ナポレオン」 <FILE:151>
ゲスト：フローラン・ダバディ、別所哲也、柚希礼音
6. 12月09日「最凶の皇帝? 煬帝」 <FILE:152>
ゲスト：夢枕獏、梨衣名、桜庭ななみ
7. 12月16日「ボビー・ジョーンズ マスターズを創った男」 <FILE:153>
ゲスト：中嶋常幸、村上佳菜子、武井壮
8. 01月06日「源義経　悲劇のヒーローの真実」 <FILE:154>
ゲスト：高橋英樹、財前直見、舞の海
9. 01月13日「スヌーピーの作者 シュルツ」 <FILE:155>
ゲスト：矢部太郎、クリス・ペプラー、倉田真由美
10. 01月20日「電気の魔術師 ニコラ・テスラ」 <FILE:156>
ゲスト：前田裕二、市川紗椰、陣内智則
11. 02月03日「玉座の革命家 ピョートル大帝」 <FILE:157>
ゲスト：西村和彦、草刈民代、荒俣宏
12. 02月10日「武将 真田信繁 六文銭の旗印」 <FILE:158>
ゲスト：高島礼子、高橋克典、宮崎哲弥
13. 02月17日「温和な革命児 イラストレーター和田誠」 <FILE:159>
ゲスト：阿川佐和子、泉麻人、近藤サト
14. 03月03日「愛に生きた大英帝国の母 ヴィクトリア女王」 <FILE:160>
ゲスト：安藤和津、野村佑香、ハリー杉山
15. 03月10日「仏像ルネサンス 運慶 快慶」 <FILE:161>
ゲスト：榎木孝明、いとうせいこう、和田彩花
16. 03月17日「キューバの英雄カストロ 革命の先にあるもの」<FILE:162>
ゲスト：松尾貴史、コムアイ、渡部陽一
17. 03月31日「宮沢賢治 祈った 学んだ 書いた」<FILE:163>
ゲスト：羽田圭介、村上弘明、はな
18. 04月07日「ルネサンスの父　ロレンツォ・デ・メディチ」<FILE:164>
ゲスト：ヤマザキマリ、渡辺早織、星野佳路

## ザ・プロファイラー 〜夢と野望の人生〜 season 11
放送時間
BSプレミアム：2022年10月 - 2023年3月 木曜21:00 - 21:59
放送リスト
SP 10月06日「プロファイラーIF モンゴル vs.鎌倉武士～日本最大の危機～」
ゲスト：財前直見、小和田泰経
1. 10月13日「マイヤ・プリセツカヤ バレリーナの自由への闘い」<FILE:165>
ゲスト：草刈民代、いとうせいこう、村上佳菜子
2. 10月20日「千利休 常識の壁を壊す進撃の茶人」<FILE:166>
ゲスト：陣内孝則、伊東潤、葵わかな
3. 11月03日「それでも地球は回っている! ガリレオ・ガリレイ」<FILE:167>
ゲスト：石原良純、中野信子、渡辺早織
4. 11月10日「逆境をバネに“手を伸ばすんだ!”ディエゴ・マラドーナ」<FILE:168>
ゲスト：前園真聖、玉木正之、松井愛莉
5. 11月17日「史上最高のファーストレディー エレノア・ローズヴェルト」<FILE:169>
ゲスト：モーリー・ロバートソン、近藤サト、山口真由
6. 12月01日「パンダと日本人の50年史 パンダをめぐる冒険」<FILE:170>
ゲスト：宮崎哲弥、ビビる大木、梨衣名
7. 12月08日「革命に翻弄された夫婦 マリー・アントワネットとルイ16世」<FILE:171>
ゲスト：別所哲也、知花くらら、大宮エリー
8. 12月15日「クロード・モネ 光と瞬間 印象の狩人」<FILE:172>
ゲスト：伊集院光、フローラン・ダバディ、上白石萌音
9. 01月05日「織田信長 “戦国の革命児”の実像」<FILE:173>
ゲスト：高橋英樹、星野佳路、山崎怜奈
10. 01月12日「アンリ・ファーブル〜“?”が紡いだ「昆虫記」〜」<FILE:174>
ゲスト：菊池桃子、つるの剛士、牧田習
11. 01月19日「ギャグマンガの王様 赤塚不二夫」<FILE:175>
ゲスト：しりあがり寿、清水ミチコ、矢部太郎
12. 02月09日「ジャッキー・ロビンソン 人種の壁を打ち破ったメジャーリーガー」<FILE:176>
ゲスト：岩村明憲、木佐彩子、福島良一
13. 02月16日「ロナルド・レーガン～内気な少年がなぜ世界を変えた?～」<FILE:177>
ゲスト：安藤和津、デーブ・スペクター、井上咲楽
14. 03月02日「それは裏切りだったのか? 足利尊氏 室町幕府初代将軍」<FILE:178>
ゲスト：中田久美、千原ジュニア、今村翔吾
15. 03月16日「ローマ帝国 初代皇帝の光と影 アウグストゥス」<FILE:179>
ゲスト：ヤマザキマリ、秋川雅史、市川紗椰
16. 03月23日「燃やせ限りある命を 俳句の革命家 正岡子規」<FILE:180>
ゲスト：小沢一敬、戸田菜穂、神野紗希

## ザ・プロファイラー 〜夢と野望の人生〜 season 12
放送時間
BSプレミアム・BS4K：2023年10月 - 11月 木曜 21:00 - 21:59
BSプレミアム4K・NHK BS：2023年12月 - 2024年3月 木曜 21:00 - 21:59
放送リスト
SP 9月30日「プロファイラーIF 徳川家康 危機一髪」
ゲスト：浜野謙太、溝端淳平、吉原光夫、小和田泰経
1. 10月5日「ビビアン・リー 愛に芝居に…燃え尽きるまで」<FILE:181>
ゲスト：大地真央、立川志らく、鴻巣友季子
2. 10月12日「“万能の天才”は永遠の努力家 レオナルド・ダビンチ」<FILE:182>
ゲスト：中尾彬、中野信子、田中道子、池上英洋
3. 10月19日「国を傾けた禁断の恋〜玄宗と楊貴妃〜」<FILE:183>
ゲスト：井戸田潤、かたせ梨乃、夢枕獏
4. 11月02日「浅井三姉妹 平和を求めた戦国の姫君たち」<FILE:184>
ゲスト：高橋英樹、浅野ゆう子、高橋ユウ
5. 11月09日「“鉄の女” 涙のワケ マーガレット・サッチャー」<FILE:185>
ゲスト：安藤優子、髙田万由子、ハリー杉山
6. 11月16日「地球の円周を測りたかった男 伊能忠敬」<FILE:186>
ゲスト：カンニング竹山、田中陽希、真矢ミキ
7. 11月23日「江戸の後始末は俺に任せろ 勝海舟」<FILE:187>
ゲスト：ビビる大木、星野佳路、山崎怜奈
8. 12月07日／12月14日「物理学者オッペンハイマー〜原爆を生んだ科学者の罪と罰」<FILE:188>
ゲスト：安藤和津、竹内薫、モーリー・ロバートソン
9. 12月14日／12月21日「アンパンマンだけじゃない!マルチな天才 やなせたかし」<FILE:189>
ゲスト：里中満智子、戸田恵子、向井慧（パンサー）
10. 01月04日／01月11日「書き尽くせぬ思い「源氏物語」作者 紫式部」<FILE:190>
ゲスト：大塚ひかり、西村和彦、ファーストサマーウイカ
11. 01月11日／01月18日「ヒトラーが憧れた独裁者 ベニート・ムッソリーニ」<FILE:191>
ゲスト：井上咲楽、パンツェッタ・ジローラモ、高橋進
12. 01月18日／01月25日「女性の可能性を切りひらけ!教育者 津田梅子」<FILE:192>
ゲスト：山村美智、別所哲也、池田レイラ
13. 02月08日／02月15日「バッハ “音楽の父”の壮絶人生」<FILE:193>
ゲスト：古坂大魔王、鈴木優人、松井咲子
14. 02月15日／02月22日「絶世の美女は希代の悪女!? クレオパトラ」<FILE:194>
ゲスト：ヤマザキマリ、野口健、市川紗椰
15. 03月07日／03月14日「みずからの魂を解剖した画家 エドヴァルド・ムンク」<FILE:195>
ゲスト：山田五郎、要潤、山名裕子
16. 03月14日／03月28日「マハトマ・ガンディー 不屈の精神の光と影」<FILE:196>
ゲスト：はな、渡部陽一、間永次郎